# ای‌روزیتا
الگو:جعبه اطلاعات ابزار فضاپیما
ای‌روزیتا (به آلمانی: eROSITA)، کوته‌نوشت (extended ROentgen Survey with an Imaging Telescope Array) یک تلسکوپ پرتو ایکس است که آن را انستیتوی فیزیک فرازمینی ماکس پلانک (MPE) در آلمان ساخته‌است. این بخشی از پروژهٔ رصدخانهٔ فضایی روسی-آلمانی اسپکتر-آرجی است که حامل تلسکوپ روسی ای‌آرتی-ایکس‌سی (ART-XC) نیز هست. این تلسکوپ را سازمان فضایی فدرال روسیه روسکوسموس در تاریخ ۱۳ ژوئیه ۲۰۱۹ از پایگاه فضایی بایکونور قزاقستان راه‌اندازی کرد و آن را در یک مدار هاله ۶ ماهه در اطراف نقطهٔ دوم لاگرانجی (L2) مستقر ساخت.
ای‌روزیتا تا سال ۲۰۲۶، بررسی عمیقی از پرتو ایکس کل آسمان انجام خواهد داد. این پروژه مجموعه‌ای از اطلاعات بسیار غنی در مورد چندین میلیون منبع انتشار کیهانی پرتو ایکس را تهیه می‌کند؛ یک کاتالوگ گستردهٔ کیهانی.
با استفاده از ای‌روزیتا، دانشمندان در تلاشند تا به شناخت بهتری از شتاب گسترش جهان دست یابند و این پرتو روشنی بر پی‌بردن به راز انرژی تاریک باشد.

## ساختار
این تلسکوپ از هفت ماژول آینه از نوع Wolter با ۵۴ آینه پوشیده از طلا ساخته شده‌است. آینه‌ها برای جمع‌آوری فوتون‌های پرتونگاری پر انرژی و هدایت آن‌ها به دوربین‌های حساس با ای‌روزیتا تنظیم شده‌اند. این دوربین‌ها همچنین در MPE ساخته شده بودند که CCDهای اشعه ایکس از سیلیکون با خلوص بالا ساخته شده‌اند. برای عملکرد بهینه، دوربین‌ها تا ۹۰ درجه سانتیگراد سرد می‌شوند (۱۳۰ درجه فارنهایت؛ ۱۸۳ درجه فارنهایت).

## نگارخانه

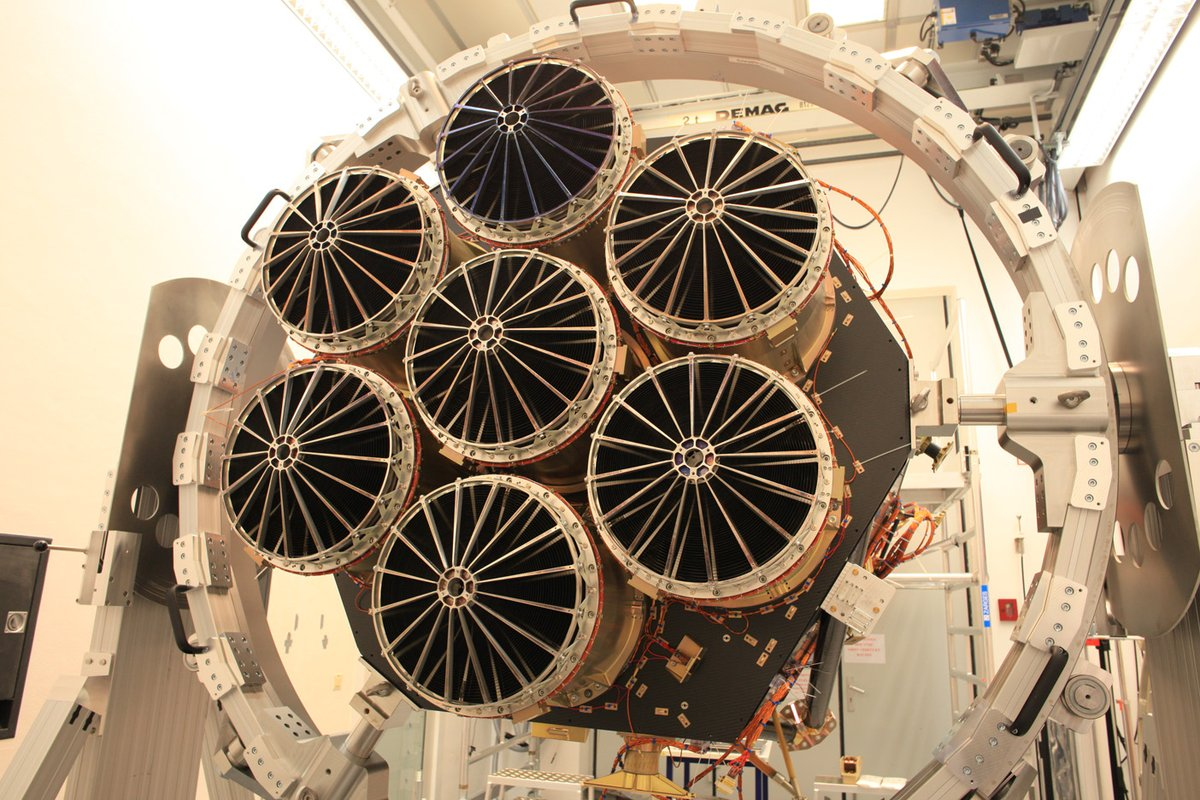
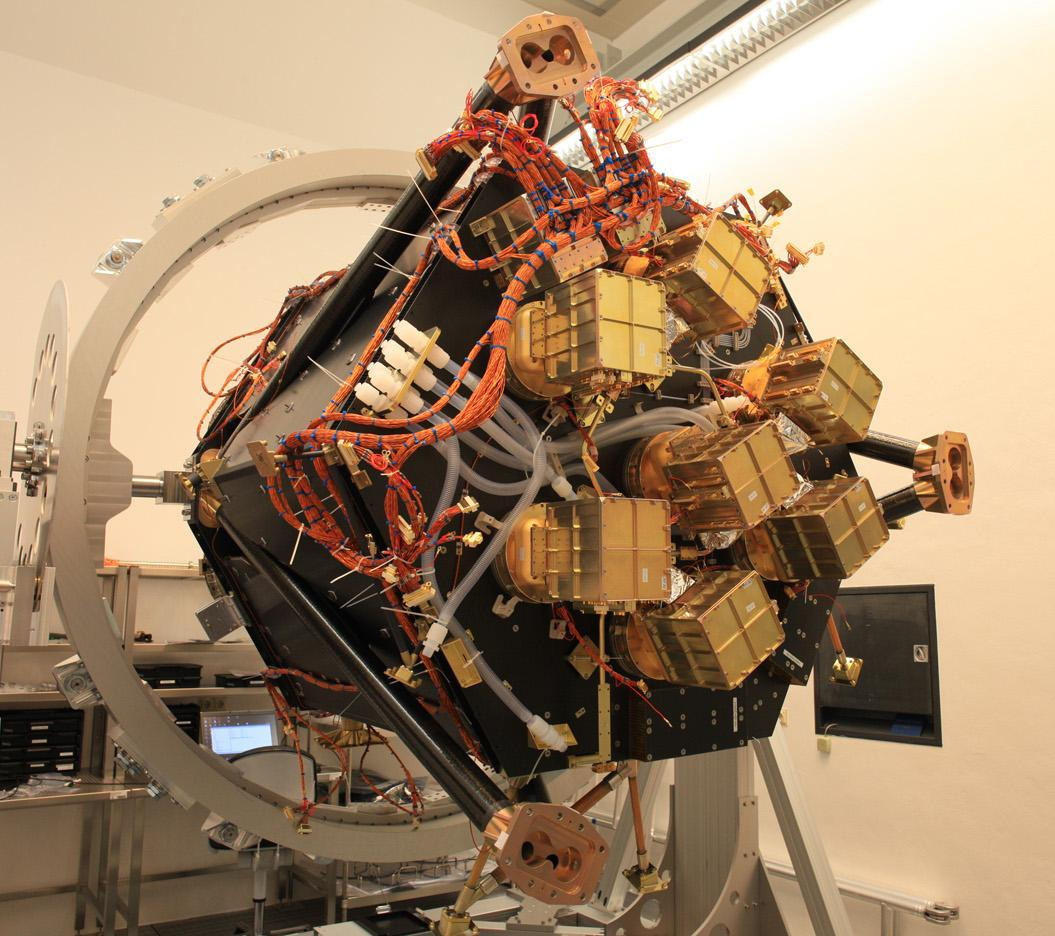